# Тана (река, впадает в Формозу)
Тана — самая длинная река Кении. Протяжённость составляет 800 км. Её именем назван один из округов страны. Наибольший приток Таны — Тика.
Река берёт своё начало в горах Абердэр к востоку от Ньери. Сначала русло идёт на восток и поворачивает на юг вокруг горного массива Кения. Затем река переходит в водохранилища Массинга и Киамбере, созданные дамбой Киндарума. Ниже дамбы река поворачивает на север и течёт в направлении с севера на юг в направлении границы между Меру и Северной Китуи и Бисанади, национальными заповедниками Кора и Раболи. В заповедниках река поворачивает на восток и затем на юго-восток. Протекает через города Гарисса, Хола и Гарсен, впадая в залив Формоза, относящийся к бассейну Индийского океана.
На реке Тана расположена гидроэлектростанция Гитару.